# Parathuiaria polycarpa
Parathuiaria polycarpa is een hydroïdpoliep uit de familie Syntheciidae. De poliep komt uit het geslacht Parathuiaria. Parathuiaria polycarpa werd in 1884 voor het eerst wetenschappelijk beschreven door Kirchenpauer. 